# Andrea Calamech
Andrea Calamech, né à Carrare en 1524 et mort à Messine avant le 9 décembre 1589, est un sculpteur et un architecte italien de la Renaissance.

## Biographie
Andrea Calamech fils d'un Lazzaro Calamech non documenté, fait partie d'une famille d'artistes de Carrare. Probablement formé à Carrare, il devient Capomastro (contremaître) à la cathédrale d'Orvieto en 1537.
Il travaille ensuite pour Bartolomeo Ammannati à Florence, où il aborde le style de l'école florentine de sculpture.
En 1563, il est engagé à Messine comme constructeur et sculpteur à la cathédrale, mais revient un an plus tard à Florence, où il crée les deux sculptures « La Diligence conquiert la Paresse » pour les funérailles de Michel-Ange.
En 1565, il est de retour à Messine, où, en plus de son travail de sculpture, il se fait un nom en tant qu'urbaniste et architecte. Ses œuvres les plus connues en tant qu'architecte sont le Palazzo Grano (1563), le Palazzo Reale (1583), l'Ospedale Maggiore et le Palazzo Senatorio de Messine, tous détruits par le grand tremblement de terre de 1908.
Son fils Francesco Calamech (actif à Messine 1565-1582) et son gendre Rinaldo Bonanno travaillaient dans son atelier.

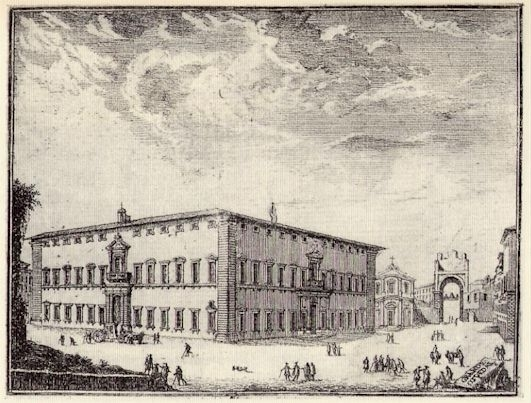
Ospedale Maggiore, Messine (détruit en 1908).
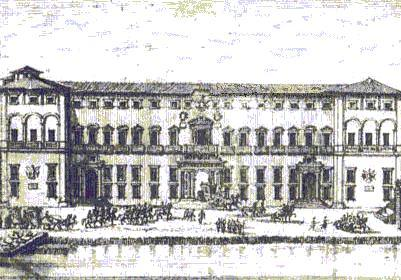
Palazzo Reale, Messine (détruit en 1908).

## Œuvres (sélection)
- Piazza Lepanto (Messine, emplacement d'origine: Piazza dei Catalani, statue en bronze de Juan d'Autriche (1572).
- Cathédrale de Messine : statue en bronze de saint André, fonts en marbre.
- Chiesa di San Gregorio (Messine) : conception architecturale.
- Basilica di Santa Maria (Randazzo) : reconstruction de l'église dans le style de la Renaissance florentine.
- Cathédrale (Roccavaldina) : sculpture en marbre  de la Madonna della Grazie (1566).
- Chiesa di San Bartolomeo (Rodì Milici) : statue de l'apôtre Bartolomeo.
- Santuario della Madonna della Neve (Santa Lucia del Mela) : Archange Michel, statue en marbre.
- Santa Maria Assunta (Castroreale) : Apôtre Jean, sculpture en marbre.
- Chiesa Santissimo Salvatore (Castroreale) : Saint Jean-Baptiste (1568).
- Museo Regionale di Messina : monument funéraire en marbre Marchesi-Barresi, conçu par Calamech, réalisé par Rinaldo Bonanno (provenant de l'église Santa Maria del Gesù)[1].

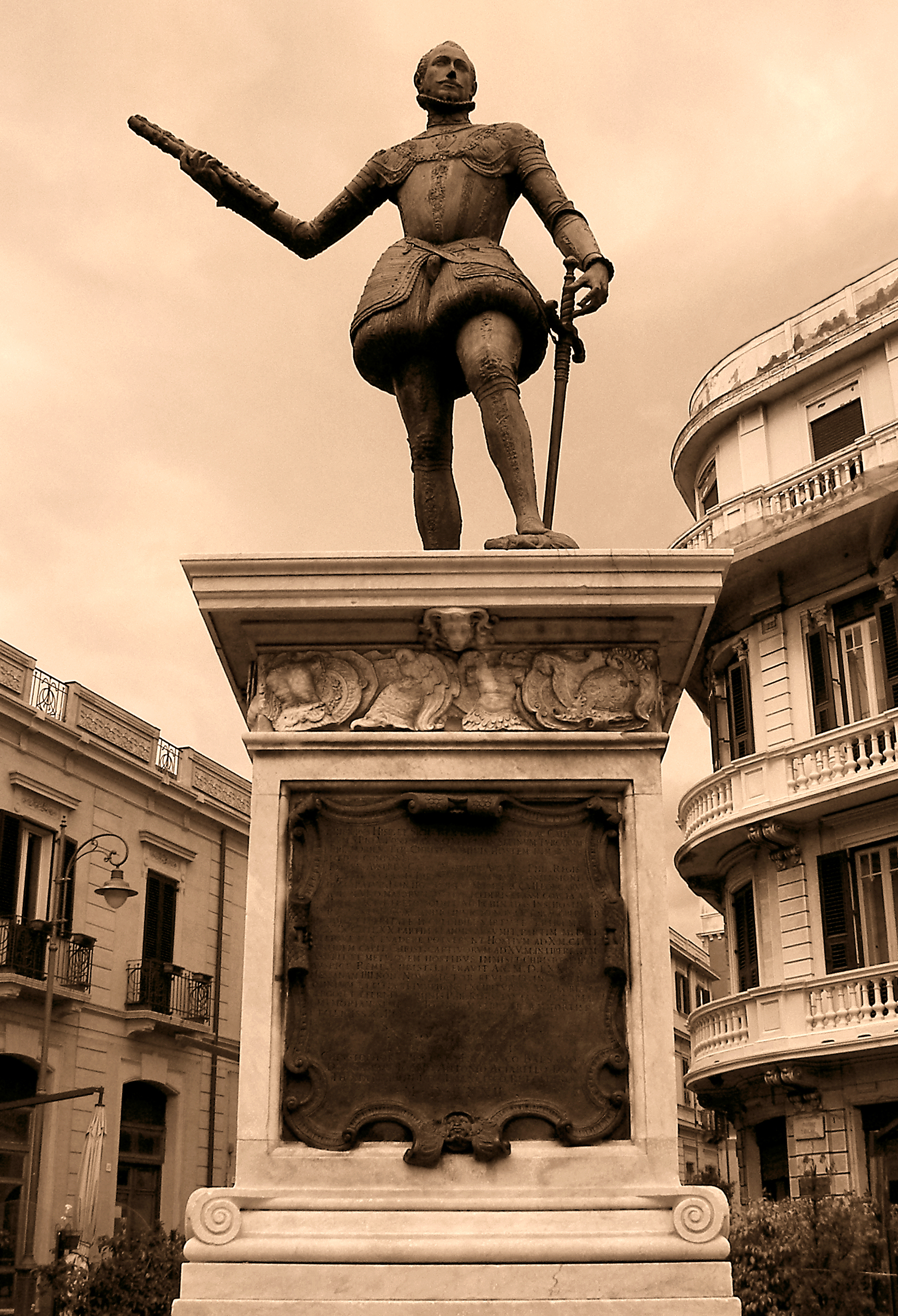
Statue en bronze de Don Juan d’Autriche (Messine, Piazza Lepanto).
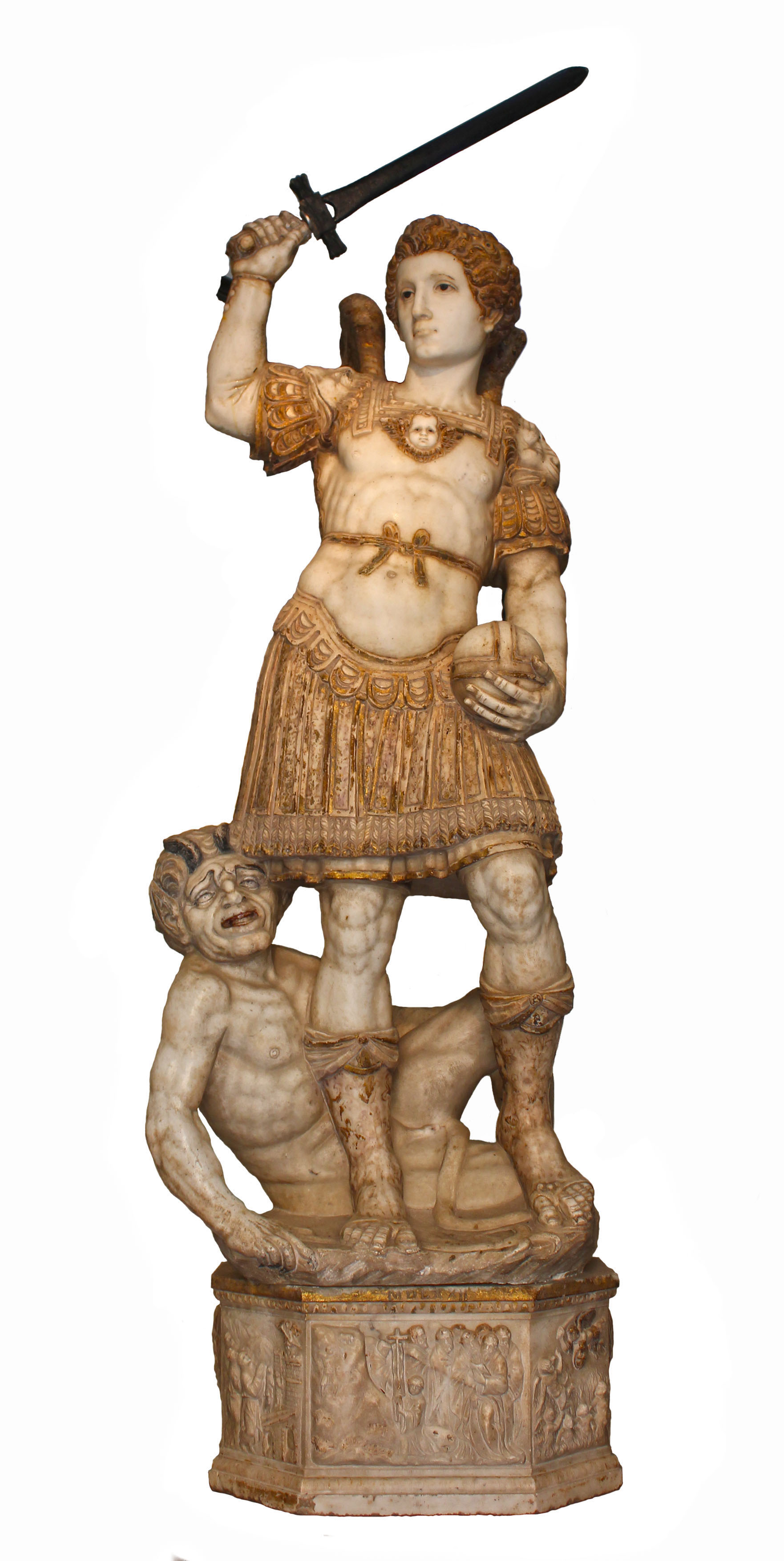
Saint Michel (1572), castello - santuario, Santa Lucia del Mela.
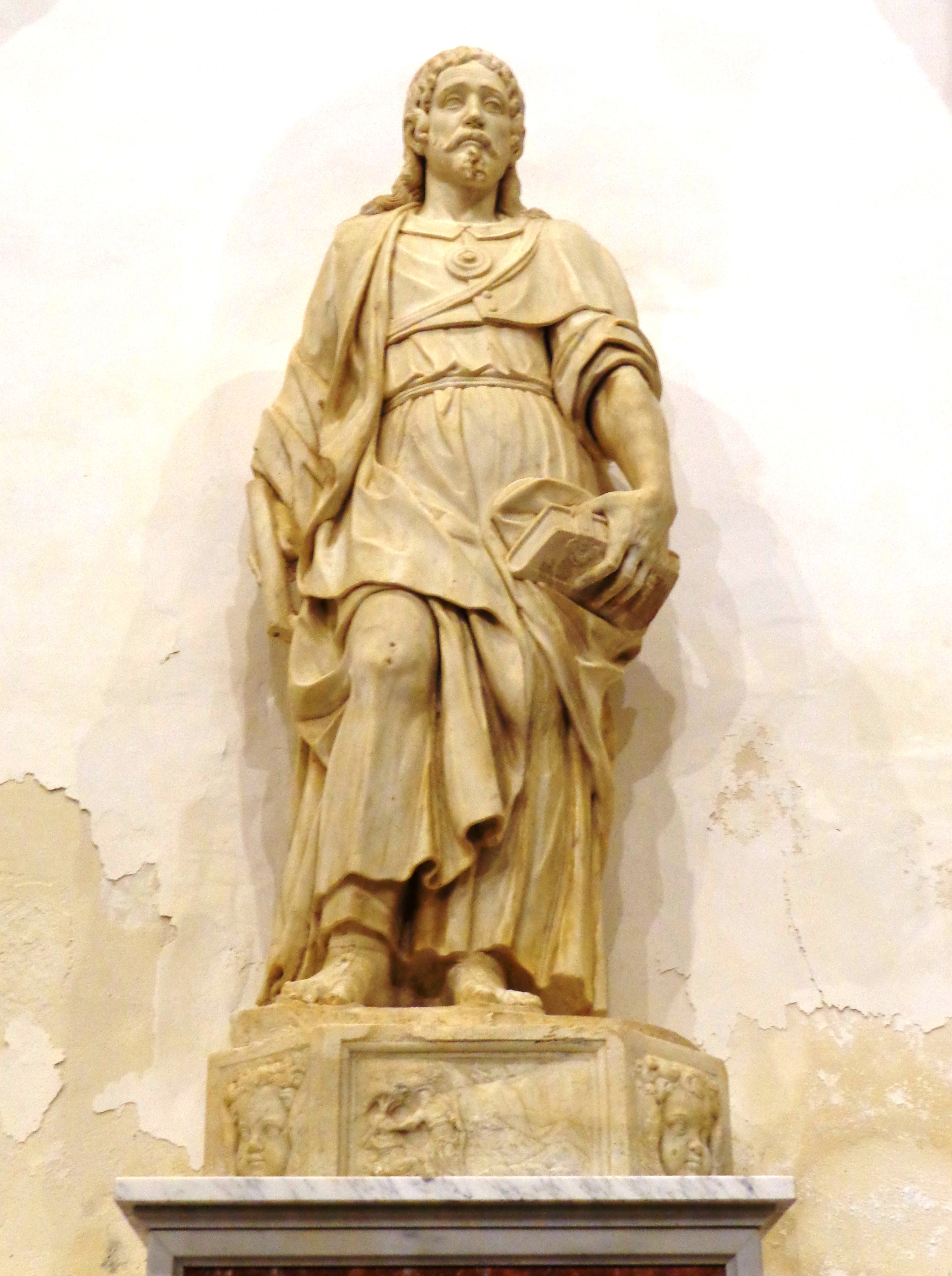
Saint Jacques, duomo de Castroreale.
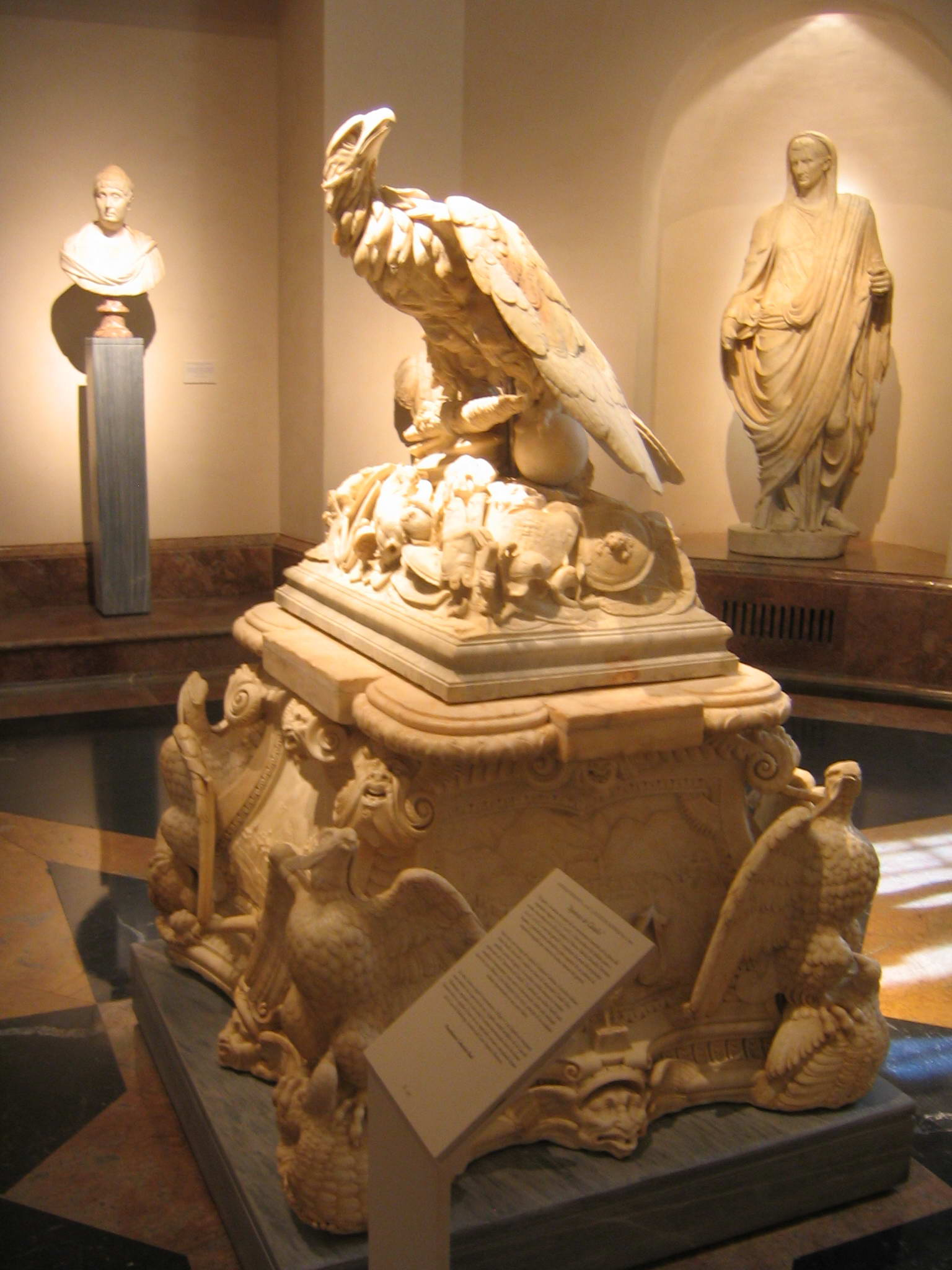
Apothéose de Claude (musée du Prado).